# Michael Krause
Michael Krause (Magdeburg, 1946. július 24. – 2024. június 23.) olimpiai bajnok német gyeplabdázó, sportvezető, a Német Gyeplabda-szövetség elnöke (1993–1999).

## Pályafutása
A nyugatnémet válogatott tagjaként részt vett az 1968-as mexikóvárosi, az 1972-es müncheni és az 1976-os montréali olimpián. 1968-ban negyedik, 1972-ben olimpiai bajnok, 1976-ban ötödik lett a csapattal.
1993 és 1999 között a Német Gyeplabda-szövetség elnöke volt. Tagja volt a Német Olimpia Bizottságnak.

## Sikerei, díjai
- olimpiai érdemrend
- Olimpiai játékok
  - aranyérmes: 1972, München